# 龍山線

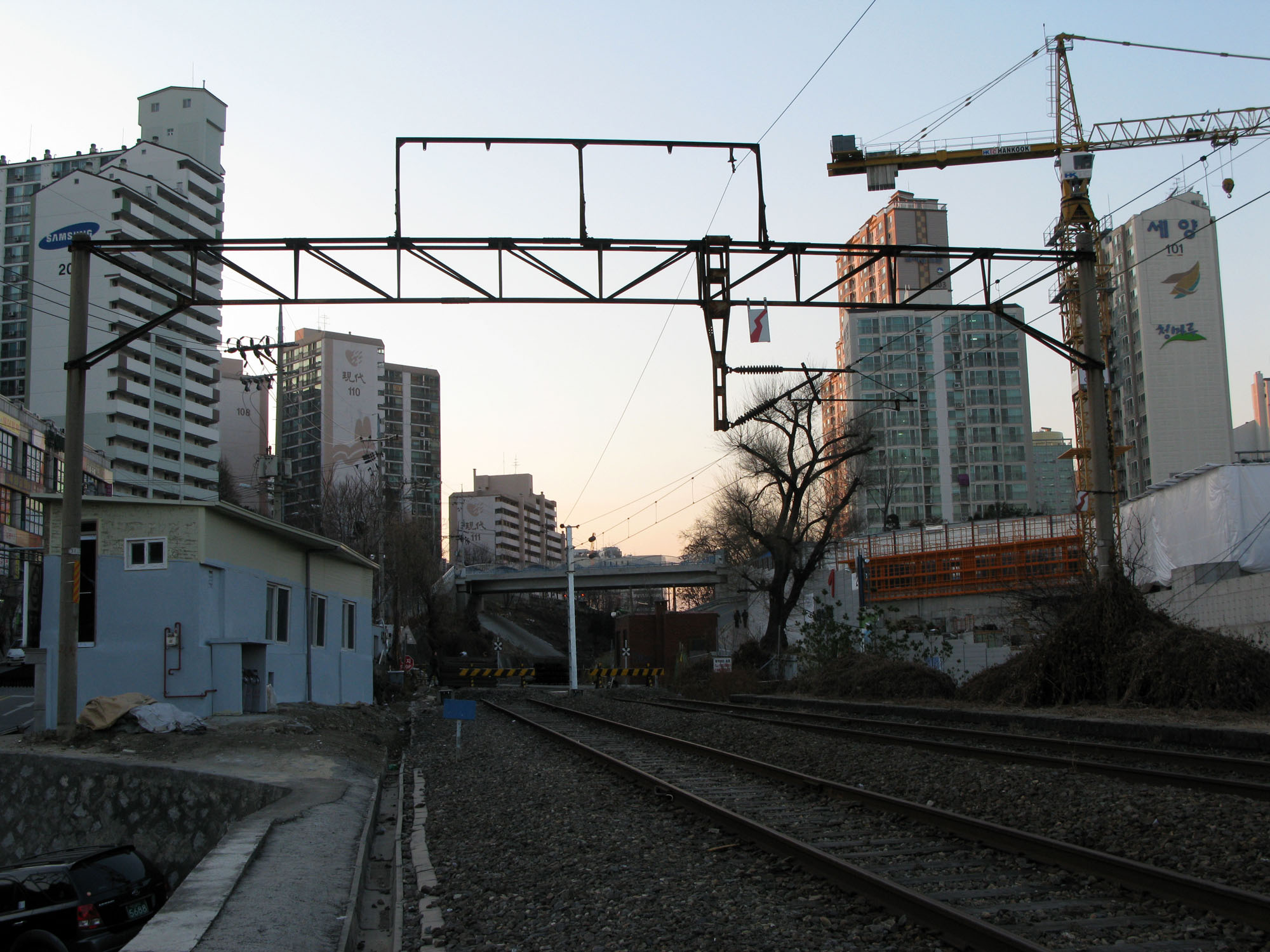
路線の地下化に伴い孝昌駅構内で線路が断絶した龍山線。この場所も2009年には地上の鉄道施設が全て取り払われた。（2008年12月）

龍山線（ヨンサンせん）は、大韓民国ソウル特別市龍山区にある龍山駅と同市西大門区にある加佐駅とを結ぶ韓国鉄道公社（KORAIL）の鉄道路線である。
首都圏電鉄京義・中央線を構成する路線。旅客案内ではすべて「京義・中央線」（延伸前は「京義線」）と案内されており、「龍山線」とは案内されない。

## 歴史
龍山線は最初、龍山駅を起点とする京義線の一部（現在の龍山駅 - 水色駅間）として、1906年4月3日に開通した。しかし、南大門駅のターミナル化にともない、1920年に新村駅経由で水色駅と京城駅を結ぶ新線が開業し、従来の龍山駅 - 水色駅間は一旦廃止されることとなった。
現在の龍山線が誕生するのは、旧京義線跡地の龍山駅 - 西江駅間を流用し、西江駅 - 加佐駅を新設して旅客営業を始めた1929年のことである。その際、接続路線として新村連結線と唐人里線も開通したが、今日までに全線が廃線となっている。その後、1943年に操車場が水色駅に新設されると、貨物路線として旧京義線が全線復活することとなった。
韓国独立後、1975年に唐人里線への旅客輸送中断にともない、貨物専用線となった。しかし、2000年代までに京義線沿線の人口がニュータウン開発で大幅に増加したため、首都圏電鉄の一部区間として龍山線を再整備し、龍山線経由で中央電鉄線と京義電鉄線の直通運転を行う計画が立てられた。
それにともない、龍山線は地下化される事になり、地上の貨物線は2004年に孝昌駅 - 西江駅間、2005年に西江駅 - 加佐駅間の線路が相次いで撤去された。その後、龍山駅 - 孝昌駅間は龍山駅から出る回送列車の待避線として使用されていたが、結局2009年には線路が撤去された。跡地は麻浦区により公園と遊歩道が整備されている。
一方、地下の電鉄線は当初2012年に全線開業する予定だったが、孝昌駅付近で用地問題が発生したため計画が一部変更され、2012年12月15日に孔徳駅 - 加佐駅間が先行開業し、京義線の電車のみ乗り入れるようになった。残る孔徳駅 - 龍山駅間は2014年12月27日に開業し、中央線との直通運転が開始され、京義・中央線を構成する路線となった。また、2016年4月30日に孝昌駅をソウル都市鉄道6号線に合わせる形で孝昌公園前駅に改称の上、営業再開された。
2018年平昌オリンピック期間中の臨時ダイヤでは、仁川国際空港2ターミナル駅発着のKTX京江線のうち、ソウル駅を経由しない列車が本路線を経由して運行された。
なお、仁川国際空港とソウル駅を結ぶ仁川国際空港鉄道も、水色駅 - 孝昌公園前駅間をほぼ平行して建設されている。

### 年表
- 1906年4月3日：京義線の一部として開業。
- 1921年7月11日：京義線南大門駅 - 新村駅 - 水色駅間開業によりルートが変更される形で廃線[1]。
- 1929年9月20日：龍山線として龍山駅 - 細橋里駅、細橋里駅 - 唐人里駅間開業[2]。
- 1929年12月1日：孔徳里駅、西江駅開業[3]。
- 1930年12月15日：西江駅 - 新村駅間開業[4]。
- 1930年12月25日：京城循還路線運行開始[5]。
- 1932年10月1日：放送所前駅開業。
- 1939年10月31日：延禧駅廃止[6]。
- 1944年3月31日：弥生町駅、孔徳里駅、細橋里駅廃止[7]。
- 1948年1月：元町駅を孝昌駅に改称 [8]。
- 1955年2月3日：西江駅 - 水色駅間開業[9]。
- 1960年4月1日：西江駅 - 新村駅間廃止[10]。
- 1972年5月1日：東幕駅廃止[11]。
- 1974年8月15日：孝昌駅、放送所前駅廃止[12]。
- 1978年6月23日：孝昌駅再開業[13]。
- 2004年7月1日：孝昌駅 - 西江駅間の線路撤去。
- 2005年11月27日：西江駅 - 加佐駅間の線路撤去[14]
- 2012年12月15日：孔徳駅 - 加佐駅間が複線電化の上で再開業。
- 2014年3月17日：西江駅を西江大駅に改称[15]。
- 2014年12月27日：龍山駅 - 孔徳駅間が複線電化の上で再開業して全線再開業、これに伴い首都圏電鉄京義・中央線が運行開始。
- 2015年7月6日：孝昌駅を孝昌公園前駅に改称、同時に龍山駅起点1.5km地点に移設[16]。
- 2016年4月30日：孝昌公園前駅開業。
- 2019年4月17日：鉄道路線番号が30302に変更[17]。

## 駅一覧
- 駅所在地は全線ソウル特別市内。
- ●：停車、|：通過
- 緩行、中央急行は各駅停車であるため省略。

| 駅番号                                 | 駅名                       | 駅名                       | 駅名                       | 駅間キロ (km)              | 累計キロ (km)              | 駅 等級                    | 駅種別                     | 龍山急行                   | 接続路線 | 所在地                     |
| 駅番号                                 | 日本語                     | ハングル                   | 英語                       | 駅間キロ (km)              | 累計キロ (km)              | 駅 等級                    | 駅種別                     | 龍山急行                   | 接続路線 | 所在地                     |
| 京義本線文山駅まで直通運転             | 京義本線文山駅まで直通運転 | 京義本線文山駅まで直通運転 | 京義本線文山駅まで直通運転 | 京義本線文山駅まで直通運転 | 京義本線文山駅まで直通運転 | 京義本線文山駅まで直通運転 | 京義本線文山駅まで直通運転 | 京義本線文山駅まで直通運転 | 京義本線文山駅まで直通運転                                                                                     | 京義本線文山駅まで直通運転 |
| -------------------------------------- | -------------------------- | -------------------------- | -------------------------- | -------------------------- | -------------------------- | -------------------------- | -------------------------- | -------------------------- | --- | -------------------------- |
| K315                                   | 加佐駅                     | 가좌역                     | Gajwa                      | 0.0                        | 0.0                        | 3級                        | 普通駅                     | ●                          | 韓国鉄道公社：京義・中央線（京義本線）（直通運転）                                                             | 西大門区                   |
| K314                                   | 弘大入口駅                 | 홍대입구역                 | Hongik Univ.               | 1.7                        | 1.7                        | 無配置簡易駅               | 無配置簡易駅               | ●                          | ソウル交通公社：2号線 (239) · 空港鉄道：仁川国際空港鉄道 (A03)                                                 | 麻浦区                     |
| K313                                   | 西江大駅                   | 서강대역                   | Sogang Univ.               | 0.9                        | 2.6                        | 無配置簡易駅               | 無配置簡易駅               | \|                         | | 麻浦区                     |
| K312                                   | 孔徳駅                     | 공덕역                     | Gongdeok                   | 1.9                        | 4.5                        | 配置簡易駅                 | 配置簡易駅                 | ●                          | ソウル交通公社：5号線 (529)・6号線 (626) · 空港鉄道：仁川国際空港鉄道 (A02)                                    | 麻浦区                     |
| K311                                   | 孝昌公園前駅               | 효창공원앞역               | Hyochang Park              | 1.0                        | 5.5                        | 無配置簡易駅               | 無配置簡易駅               | \|                         | ソウル交通公社：6号線 (627)                                                                                    | 龍山区                     |
| K110                                   | 龍山駅                     | 용산역                     | Yongsan                    | 1.5                        | 7.0                        | 1級                        | 管理駅                     | ●                          | 韓国鉄道公社：KTX（湖南本線方面）・京釜本線 · 1号線（京釜電鉄線） (135) · 京義・中央線（京元本線）（直通運転） | 龍山区                     |
| 京元本線経由中央本線砥平駅まで直通運転 |                            |                            |                            |                            |                            |                            |                            |                            | |                            |